# Brunnsö
Brunnsö är en ö i Åland (Finland). Den ligger i Skärgårdshavet och i kommunen Brändö i landskapet Åland, i den sydvästra delen av landet. Ön ligger omkring 70 kilometer öster om Mariehamn och omkring 210 kilometer väster om Helsingfors.
Öns area är 1,25 kvadratkilometer och dess största längd är 2,4 kilometer i nord-sydlig riktning. Ön höjer sig omkring 10 meter över havsytan.
I övrigt finns följande på Brunnsö:
- Högholm (en halvö)
- Ånholm (en halvö)